# University Park (Nowy Meksyk)
University Park – jednostka osadnicza w Stanach Zjednoczonych, w stanie Nowy Meksyk, w hrabstwie Doña Ana.